# Wereldkampioenschappen schoonspringen 2022 – tienmetertoren synchroon vrouwen
Het synchroonspringen vanaf de tienmetertoren voor vrouwen tijdens de wereldkampioenschappen schoonspringen 2022 vond plaats op 30 juni 2022 in de Donau-arena in Boedapest.

## Uitslag
| Rang   | Land                | Namen                               | Voorronde | Voorronde | Finale | Finale |
| Rang   | Land                | Namen                               | Punten    | Rang      | Punten | Rang   |
| ------ | ------------------- | ----------------------------------- | --------- | --------- | ------ | ------ |
| Goud   | China               | Chen Yuxi Quan Hongchan             | 352,08    | 1         | 368,40 | 1      |
| Zilver | Verenigde Staten    | Delaney Schnell Katrina Young       | 296,28    | 2         | 299,40 | 2      |
| Brons  | Maleisië            | Pandelela Rinong Nur Dhabitah Sabri | 270,90    | 6         | 298,68 | 3      |
| 4      | Japan               | Matsuri Arai Minami Itahashi        | 275,46    | 4         | 297,84 | 4      |
| 5      | Duitsland           | Elena Wassen Christina Wassen       | 281,88    | 3         | 284,16 | 5      |
| 6      | Oekraïne            | Kseniya Baylo Sofiya Lyskun         | 267,72    | 8         | 283,08 | 6      |
| 7      | Australië           | Charli Petrov Melissa Wu            | 264,48    | 9         | 274,68 | 7      |
| 8      | Mexico              | Viviana Del Ángel Samantha Jiménez  | 271,62    | 5         | 269,10 | 8      |
| 9      | Verenigd Koninkrijk | Robyn Birch Emily Martin            | 269,58    | 7         | 259,20 | 9      |